# NXT: New Year's Evil
New Year's Evil es un evento de lucha libre profesional actualmente producido por la WWE. Se usó por última vez para un episodio especial de WCW Monday Nitro el 27 de diciembre de 1999. En diciembre de 2020 se anunció que la WWE iba a revivir la marca New Year's Evil como un episodio especial de su marca NXT 2.0.

## Ediciones

### 2021
NXT: New Year's Evil 2021 tuvo lugar el 6 de enero de 2021 desde el WWE Performance Center en Orlando, Florida y fue presentado por Dexter Lumis. El tema de este episodio especial fue "LAZARETTO" del artista Ghostemane.

#### Resultados
- Karrion Kross (con Scarlett) derrotó a Damian Priest (15:29).
  - Kross cubrió a Priest después de un «Time Indeep» en la nuca.
- Santos Escobar (con Raul Mendoza y Joaquin Wilde) derrotó a Gran Metalik (con Lince Dorado) y retuvo el Campeonato Peso Crucero Interino de NXT (12:28).
  - Escobar cubrió a Metalik después de un «Legado» seguido de un «Phantom Driver».
- Xia Li (con Boa) derrotó a Katrina Cortez (1:29).
  - Li cubrió a Cortez después de un «Corkscrew Kick».
- Raquel González (con Dakota Kai) derrotó a Rhea Ripley en un Last Woman Standing Match (17:26).
  - Ripley fue incapaz de levantarse antes de la cuenta de 10, luego que González le aplicara un «One Arm Powerbomb» sobre una plataforma.
  - Durante el combate Kai intervino a favor de González pero fue detenida por Ripley.
- KUSHIDA & Shotzi Blackheart derrotaron a The Way (Johnny Gargano & Candice LeRae) (con Indi Hartwell y Austin Theory) (8:57).
  - KUSHIDA cubrió a Gargano con un «Roll-up».
  - Durante el combate Theory intervino a favor de The Way, pero fue atacado por KUSHIDA.
  - Previo al combate, tanto Blackheart como KUSHIDA atacaron a LeRae y Gargano.
- Finn Bálor derrotó a Kyle O'Reilly y retuvo el Campeonato de NXT (17:24).
  - Bálor forzó a O'Reilly a rendirse con un «Double Underhook Crossface».

### 2022
NXT 2.0: New Year's Evil 2022 tuvo lugar el 4 de enero de 2022 desde el Capitol Wrestling Center en Orlando, Florida.

#### Resultados
- El Campeón Norteamericano de NXT Carmelo Hayes (con Trick Williams) derrotó a Roderick Strong (con Hachiman & Malcolm Bivens) y ganó el Campeonato Peso Crucero de NXT (9:36).
  - Hayes cubrió a Strong después de un «Tail Whip».
  - Ambos campeonatos estuvieron en juego.
- Riddle & MSK (Wes Lee & Nash Carter) derrotaron a Imperium (WALTER, Fabian Aichner & Marcel Barthel) (10:45).
  - Riddle cubrió a Barthel después de un «BRO-KO».
- Mandy Rose derrotó a Raquel González y Cora Jade y retuvo el Campeonato Femenino de NXT (12:34).
  - Rose cubrió a Jade con un «Roll-Up».
- Bron Breakker derrotó a Tommaso Ciampa y ganó el Campeonato de NXT (15:27).
  - Breakker forzó a Ciampa a rendirse con un «Steiner Recliner».
  - Después de la lucha, Rick Steiner salió a celebrar con Breakker.

### 2023
NXT: New Year's Evil 2023 tuvo lugar el 10 de enero de 2023 desde el Capitol Wrestling Center en Orlando, Florida.

#### Resultados
- DIJAK derrotó a Tony D'Angelo (con Channing "Stacks" Lorenzo) (10:04).
  - DIJAK cubrió a D'Angelo después de un «Cyclone Kick».
  - Durante la lucha, Lorenzo interfirió a favor de D'Angelo.
- Gallus (Mark Coffey & Wolfgang) derrotaron a Pretty Deadly (Elton Prince & Kit Wilson), The Rockers (Flyin’ Bryan Williams & Slammin’ Jammin’ Jimmy Jackson) y Edris Enofé & Malik Blade en un Gauntlet Match y ganaron una oportunidad por el Campeonato en Parejas de NXT (9:36).[2][3]
  - Wilson cubrió a Jackson después de un «Split Milk» (0:30).
  - Wilson cubrió a Blade con un «Inside Cradle» (7:55).
  - Wolfgang cubrió a Prince después de un «Powerslam» (9:36).
  - Originalmente Josh Briggs & Brooks Jensen iban a participar de la lucha, pero fueron atacados por Gallus.
- Bron Breakker derrotó a Grayson Waller por cuenta fuera y retuvo el Campeonato de NXT (12:22).[4][5]
  - Breakker ganó la lucha luego que Waller no llegara al ring después del conteo de 10.
- Charlie Dempsey derrotó a Hank Walker (con Drew Gulak) (4:34).
  - Dempsey forzó a Walker a rendirse con un «Regal Stretch».
- Jinder Mahal (con Sanga) derrotó a Julius Creed (9:52).[6]
  - Mahal cubrió a Creed después de un «Khallas».
  - Durante el combate, Sanga interfirió a favor de Mahal.
- Gigi Dolin y Jacy Jayne ganaron la 20-Women's Battle Royal y una oportunidad por el Campeonato Femenino de NXT en NXT Vengeance Day (13:17).[7][8][9][10][11]
  - Ambas cayeron del cuadrilátero al mismo instante, por lo que se les declaró co-ganadoras.
  - Las otras participantes y su orden de eliminación fueron: Cora Jade (Valkyria), Tatum Paxley (James), Amari Miller (Legend), Valentina Feroz (Hail), Lash Legend (Hartwell), Kiana James (Valkyria), Dani Palmer (Stark), Fallon Henley (Fyre), Thea Hail (López), Ivy Nile (Dolin), Indi Hartwell (Dolin & Jayne), Elektra López (Lyons), Wendy Choo (Stark & López),[Nota 1] Nikkita Lyons (Stark), Zoey Stark (Ruca), Sol Ruca (Fyre), Alba Fyre (Valkyria) y Lyra Valkyria (Dolin & Jayne).
  - Después de que Jade fuera eliminada, regreso al ring y ringside durante el combate, interfiriendo en contra de Valkyria.

### 2024
NXT: New Year's Evil 2024 tuvo lugar el 2 de enero de 2024 desde el Capitol Wrestling Center en Orlando, Florida.

#### Resultados
- Lyra Valkyria derrotó a Blair Davenport y retuvo el Campeonato Femenino de NXT (8:26).[13]
  - Valkyria cubrió a Davenport después de un «Samoan Driver».
  - Después de la lucha, Lola Vice intentó canjear el contrato de NXT Women's Breakout Tournament, pero fue atacada por Tatum Paxley.
- Latino World Order (Carlito, Cruz del Toro & Joaquin Wilde) derrotó a No Quarter Catch Crew (Drew Gulak, Damon Kemp & Myles Borne) (8:35).[14]
  - Del Toro cubrió a Kemp después de un «Phoenix Splash».
  - Originalmente Dragon Lee iba a participar de la lucha, pero fue reemplazado por Carlito debido a problemas de visado.[15]
- Arianna Grace derrotó a Roxanne Perez (5:09).[16][17]
  - Perez cubrió a Grace después de un «Pop Rocks», sin embargo, el árbitro revirtió la decisión, dando por ganadora a Grace después que Perez la atacara.
- Fallon Henley derrotó a Tiffany Stratton en un Servant Match (9:04).[18][19]
  - Henley cubrió a Stratton después de un «Shinning Wizard».
  - Como resultado, Stratton deberá ser la asistente personal de Henley por un día.
- Oba Femi derrotó a Riley Osborne y ganó el NXT Men's Breakout Tournament (9:55).[20]
  - Femi cubrió a Osborne después de un «Pop-Up Falling Powerbomb».
- Trick Williams (con Carmelo Hayes) derrotó a Grayson Waller y retuvo su oportunidad por el Campeonato de NXT (13:06).[21][22]
  - Williams cubrió a Waller después de un «Pump Knee Strike».
  - Durante la lucha, Hayes y Kevin Owens interfirieron a favor de Williams.
  - Originalmente Ilja Dragunov iba a defender el Campeonato de NXT ante Williams, pero fue reemplazado por Waller debido a no recibir el alta médica.[23]

#### NXT Men's Breakout Tournament (2023)
|  | Primera Ronda              | Primera Ronda              | Primera Ronda              |                |               | Semifinales           | Semifinales           | Semifinales           |  |          | Final                                     | Final                                     | Final                                     |  |
|  | NXT (12 y 19 de diciembre) | NXT (12 y 19 de diciembre) | NXT (12 y 19 de diciembre) |                |               | NXT (26 de diciembre) | NXT (26 de diciembre) | NXT (26 de diciembre) |  |          | NXT: New Year's Evil (2 de enero de 2024) | NXT: New Year's Evil (2 de enero de 2024) | NXT: New Year's Evil (2 de enero de 2024) |  |
|  |                            |                            |                            |                |               |                       |                       |                       |  |          |                                           |                                           |                                           |  |
|  |                            |                            |                            |                |               |                       |                       |                       |  |          |                                           |                                           |                                           |  |
|  | Oba Femi                   | Oba Femi                   | Pin                        |                |               |                       |                       |                       |  |          |                                           |                                           |                                           |  |
|  | Oba Femi                   | Oba Femi                   | Pin                        |                |               |                       |                       |                       |  |          |                                           |                                           |                                           |  |
|  | Myles Borne                | Myles Borne                | 3:35                       |                |               |                       |                       |                       |  |          |                                           |                                           |                                           |  |
|  | Myles Borne                | Myles Borne                | 3:35                       |                | Oba Femi      | Oba Femi              | Pin                   |                       |  |          |                                           |                                           |                                           |  |
|  |                            |                            |                            |                | Oba Femi      | Oba Femi              | Pin                   |                       |  |          |                                           |                                           |                                           |  |
|  |                            |                            | Tavion Heights             | Tavion Heights | 4:10          |                       |                       |                       |  |          |                                           |                                           |                                           |  |
|  | Tavion Heights             | Tavion Heights             | Tavion Heights             | Tavion Heights | 4:10          | Pin                   |                       |                       |  |          |                                           |                                           |                                           |  |
|  | Tavion Heights             | Tavion Heights             |                            |                |               |                       |                       |                       |  |          |                                           |                                           |                                           |  |
|  | Luca Crusifino             | Luca Crusifino             | 3:25                       |                |               |                       |                       |                       |  |          |                                           |                                           |                                           |  |
|  | Luca Crusifino             | Luca Crusifino             | 3:25                       |                |               |                       |                       |                       |  | Oba Femi | Oba Femi                                  | Pin                                       |                                           |  |
|  |                            |                            |                            |                |               |                       |                       |                       |  | Oba Femi | Oba Femi                                  | Pin                                       |                                           |  |
|  |                            |                            | Riley Osborne              | Riley Osborne  | 9:45          |                       |                       |                       |  |          |                                           |                                           |                                           |  |
|  | Riley Osborne              | Riley Osborne              | Riley Osborne              | Riley Osborne  | 9:45          | Pin                   |                       |                       |  |          |                                           |                                           |                                           |  |
|  | Riley Osborne              | Riley Osborne              |                            |                |               |                       |                       |                       |  |          |                                           |                                           |                                           |  |
|  | Keanu Carver               | Keanu Carver               | 3:28                       |                |               |                       |                       |                       |  |          |                                           |                                           |                                           |  |
|  | Keanu Carver               | Keanu Carver               | 3:28                       |                | Riley Osborne | Riley Osborne         | Pin                   |                       |  |          |                                           |                                           |                                           |  |
|  |                            |                            |                            |                | Riley Osborne | Riley Osborne         | Pin                   |                       |  |          |                                           |                                           |                                           |  |
|  |                            |                            | Lexis King                 | Lexis King     | 3:43          |                       |                       |                       |  |          |                                           |                                           |                                           |  |
|  | Lexis King                 | Lexis King                 | Lexis King                 | Lexis King     | 3:43          | Pin                   |                       |                       |  |          |                                           |                                           |                                           |  |
|  | Lexis King                 | Lexis King                 |                            |                |               |                       |                       |                       |  |          |                                           |                                           |                                           |  |
|  | Dion Lennox                | Dion Lennox                | 2:59                       |                |               |                       |                       |                       |  |          |                                           |                                           |                                           |  |
|  | Dion Lennox                | Dion Lennox                | 2:59                       |                |               |                       |                       |                       |  |          |                                           |                                           |                                           |  |
|  |                            |                            |                            |                |               |                       |                       |                       |  |          |                                           |                                           |                                           |  |

1. ↑  Originalmente Trey Bearhill formaba parte del Torneo, pero fue sustituido debido a que fue atacado con una silla por Lexis King quien lo reemplazó en dicho Torneo.

### 2025
NXT: New Year's Evil 2025 tuvo lugar el 7 de enero de 2025 desde el Shrine Expo Hall en Los Ángeles, California.

#### Resultados
- Giulia derrotó a Roxanne Perez y ganó el Campeonato Femenino de NXT (11:14).
  - Giulia cubrió a Perez después de un «Northern Lights Bomb».
  - Durante la lucha, Cora Jade interfirió a favor de Perez.
- Stephanie Vaquer derrotó a Lola Vice, Cora Jade y Kelani Jordan y ganó una oportunidad por el Campeonato Norteamericano Femenino de NXT (9:00).
  - Vaquer cubrió a Jordan después de un «Package Backbreaker».
- Shotzi, Tatum Paxley & Gigi Dolin derrotaron a Fatal Influence (Fallon Henley, Jacy Jayne & Jazmyn Nyx) (10:14).
  - Shotzi cubrió a Henley después de un «Diving Senton».
- Lexis King derrotó a Charlie Dempsey en un Sudden Death Rules y ganó la Copa Heritage de NXT (11:01).
  - King cubrió a Dempsey después de un «The Coronation».
- Oba Femi derrotó a Trick Williams (c) y Eddy Thorpe y ganó el Campeonato de NXT (10:43).
  - Femi cubrió a Williams después de un «Pop-up Powerbomb».
  - Antes de la lucha, Femi atacó a Thorpe, sin embargo, regresó durante el combate.